# Bromus villosissimus
Bromus villosissimus är en gräsart som beskrevs av Albert Spear Hitchcock. Bromus villosissimus ingår i släktet lostor, och familjen gräs. Inga underarter finns listade i Catalogue of Life.